# Tramwaje w Czelabińsku
Tramwaje w Czelabińsku − system komunikacji tramwajowej w rosyjskim mieście Czelabińsk.

## Historia
Tramwaje w Czelabińsku uruchomiono 5 stycznia 1932. Uruchomione tramwaje były elektryczne i szerokotorowe (1524 mm). Uruchomiona linia miała długość 6,2 km. W 1936 oddano do użytku linię do Centralnyj stadion (Stadion Centralny). Pierwszą zajezdnię otwarto w 1937 przy Pierwoj Piatilietki. W 1939 po mieście jeździło 90 wagonów obsługujących 9 linii. W 1949 otwarto podmiejską linię tramwajową do Kopiejska. Drugą zajezdnię otwarto 26 stycznia 1967. Na terenie zajezdni nr 2 zamontowano po raz pierwszy w Czelabińsku prostowniki krzemowe w podstacji trakcyjnej. 10 marca 1997 otwarto linię tramwajową nr 20 na trasie: Miedgaradok – Kislorodnyj zawod. Kolejną linię tramwajową uruchomiono 6 marca 2000 nr 21 na trasie: CzEMK – CzMK. 8 grudnia 2008 otwarto linię tramwajową nr 22 na trasie: CzTZ – Cziczerina. Obecnie sieć tramwajowa składa się z 14 linii tramwajowych obsługiwanych przez dwie zajezdnie.

## Linie
W Czelabińsku kursuje 15 linii tramwajowych. Najstarszą z nich jest linia nr  7 (uruchomiona 5 stycznia 1932 r.). Wykaz linii:
| Linia | Trasa                                          |
| ----- | ---------------------------------------------- |
| 3     | Zawod imieni Koluszczenko ↔ CZMK               |
| 5     | Zawod imieni Koluszczenko ↔ CZEMK              |
| 6     | CZTZ ↔ Miedgorodok                             |
| 7     | Zawod imieni Koluszczenko ↔ CZGRES             |
| 8     | Zawod imieni Koluszczenko ↔ ul. Czistopolskaja |
| 10    | Pos. Pierszyno ↔ CCHP                          |
| 14    | CCHP ↔ ul. Cziczerina                          |
| 15    | CZTZ ↔ ul. Cziczerina                          |
| 16    | Zawod imieni Koluszczenko ↔ ul. Cziczerina     |
| 17    | Miedgorodok ↔ ul. Cziczerina                   |
| 18    | CZEMK ↔ ul. Czistopolskaja                     |
| 19    | Koksochim ↔ ul. Cziczerina                     |
| 20    | Miedgorodok ↔ CZMK                             |
| 21    | CZEMK ↔ CZMK                                   |
| 22    | ul. Czistopolskaja ↔ ul. Cziczerina            |

## Tabor
W roku uruchomienia tramwajów posiadano 22 wagony. W 1947 otrzymano wagony KTM/KTP-1 z fabryki UKWZ z Ust'-Katawia. Kolejne wagony KTM/KTM-1 otrzymano w 1950 w liczbie 12 sztuk. W 1953 liczba tramwajów wynosiła 156. W 1970 dostarczono pierwsze tramwaje typu KTM-5, które już w 1978 stały się jedynym typem eksploatowanego taboru. W 1990 posiadano 169 tramwajów. W maju 2018 r. w Czelabińsku było 334 tramwajów (w tym 33 techniczne), większość z nich stanowiły tramwaje typu KTM-5:
| Zdjęcie                            | Typ                                | przewóz osób na wózkach            | Liczba |
| ---------------------------------- | ---------------------------------- | ---------------------------------- | ------ |
|                                    | KTM-5M3                            |                                    | 206    |
|                                    | KTM-5A                             |                                    | 50     |
|                                    | KTM-5RM                            |                                    | 1      |
|                                    | KTM-8K                             |                                    | 26     |
|                                    | KTM-8KM                            |                                    | 9      |
|                                    | KTM-19                             |                                    | 1      |
|                                    | KTM-19KT                           |                                    | 7      |
|                                    | KTM-23                             | przewóz osób na wózkach            | 1      |
| Łączna liczba:                     | Łączna liczba:                     | Łączna liczba:                     | 301    |
| Udział tramwajów niskopodłogowych: | Udział tramwajów niskopodłogowych: | Udział tramwajów niskopodłogowych: | 0,33%  |